# 비스트 스토커 2 증인 두번째 이야기
《비스트 스토커 2: 증인 두 번째 이야기》(線人, 영어: The Stool Pigeon)는 2010년 홍콩의 액션, 드라마, 스릴러 영화이다. 임초현 감독이 연출하고, 오위륜, 임초현이 각본을 썼으며, 사정봉과 계륜미가 출연한다. 8월 26일 홍콩에 개봉하였다.

## 출연
- 사정봉 - 고스트
- 계륜미 - 아디
- 장가휘 - 아돈
- 요계지 - 재버
- 묘포 - 셰르
- 롭 록 - 언더커버 중수부 요원
- 루이 - 바바리안
- 종서만 - 고스트의 여동생